# Неб
Неб (мэн. Neb) — река на острове Мэн, берёт своё начало в холмах Михаэль и течёт через Глен Хелен, где к ней присоединяется Блабер. Потом она сливается со своим основным притоком, рекой Фоксдейл, в предместьях поселения Святого Джона. Река впадает в Ирландское море, около Пила.
В устье Неба находится самое древнее поселение острова, люди жили на нём 9000 лет назад.